# Maurice Duverger
Maurice Duverger (5 de junho, 1917, Angolema, França – 16 de dezembro de 2014, Paris, França) foi um cientista político e sociólogo francês.
Maurice Duverger originou sua carreira acadêmica com formação jurídica e foi passando paulatinamente para a ciência política, e também para a sociologia política. Foi professor da Faculdade de Direito e Ciências Econômicas de Paris. Sua paixão de infância foram os insetos e veria, no direito, a possibilidade de um sistema classificatório científico. Os quadros jurídicos são classificações artificiais, produzidos pelos homens, e por isso se diferenciavam dos quadros zoológicos expressos nas tipologias de Linné e Cuvier. O seu objetivo era inserir os problemas jurídicos no processo político e social mais amplo, que são sua fonte de explicação. Seu principal objeto de estudo foi um conjunto de temas considerados políticos, tal como os partidos, as constituições políticas, os regimes políticos, entre outros.
Duverger também executou práticas políticas, tal como sua adesão em 1933 à Union Populaire Républicaine e a sua passagem, em 1936, pelo Parti Populaire, do qual se afastou posteriormente. Sua obra mais reconhecida é a dedicada aos partidos políticos, no qual segue a linha inaugurada por Robert Michels e continua sendo uma das principais obras dedicadas a este tema até os dias de hoje.
É-lhe atribuída a chamada lei de Duverger que estuda os sistemas bipartidários.

## Principais obras (editadas em língua portuguesa)
- Os Partidos Políticos (título original: Les Partis Politiques, 1951);
- Ciência Política: Teoria e Método (título original: Methodes de la Science Politique, 1959);
- As Modernas Tecnodemocracias (título original: Janus: Les deux faces de L'Ocident);
- Os Laranjais do Lago Balaton (título original: Les orangers du Lac Balaton);
- Sociologia Política (título original: sociologie politique);
- Os Regimes Políticos (título original: Lés regimés politiques);
- O Regime Semipresidencialista (título original: Échec au roi);
- A Europa dos Cidadãos, Lisboa, Edições Asa, 1994

## Algumas obras em francês
- Échec au roi (1978).
- Introduction a la Politique (1964);
- De la dictadure (1961);
- Métodes de las sciences sociales;
- Les constituitions de la France.